# Isoetes pallida
Isoetes pallida là một loài dương xỉ trong họ Isoetaceae. Loài này được Hickey mô tả khoa học đầu tiên năm 1988.